# Novialoidea
Novialoidea (que significa "novas asas") é um clado extinto de pterossauros macronicopteros que viveram desde o Jurássico Inferior até o Cretáceo Superior (estágios Toarciano até o Maastrichtiano tardio), seus fósseis foram encontrados em todos os continentes, exceto na Antártida.

## História e classificação
Novialoidea foi nomeado pelo paleontólogo Alexander Wilhelm Armin Kellner em 2003 como um táxon baseado em nós que consiste no último ancestral comum de Campylognathoides, Quetzalcoatlus e todos os seus descendentes. Este nome foi derivado do latim novus "novo" e ala, "asa", em referência às sinapomorfias alares que os membros do clado possuem.
O paleontólogo David Unwin em 2003 nomeou o grupo Lonchognatha na mesma edição da revista que publicou Novialoidea (Geological Society of London, Special Publications 217) e o definiu como Eudimorphodon ranzii, Rhamphorhynchus muensteri, seu ancestral comum mais recente e todos os seus descendentes ( como um táxon baseado em nós). Sob as análises filogenéticas de Unwin e Kellner (onde Eudimorphodon e Campylognathoides formam uma família que é basal tanto para Rhamphorhynchus quanto para Quetzalcoatlus), e porque Novialoidea foi nomeado primeiro (nas páginas 105–137, enquanto Lonchognatha foi nomeado nas páginas 139-190), Lonchognatha é um sinônimo júnior objetivo do primeiro. No entanto, outras análises consideram Lonchognatha válido (Andres et al., 2010), ou sinônimo de Pterosauria (Andres, 2010)..
Abaixo está um cladograma mostrando a análise filogenética conduzida por Brian Andres e colegas em 2014. Com base na análise, Novialoidea contém o gênero Campylognathoides, bem como o grupo Breviquartossa.
|  | Campylognathoides liasicus |
|  |                            |
|  | Campylognathoides zitteli  |
|  |                            |

|  | Scaphognathus crassirostris |
|  |                             |
|  | Rhamphorhynchinae           |
|  |                             |

|  | Pterorhynchus wellnhoferi |
|  |                           |
|  | Wukongopteridae           |
|  |                           |

|  | Changchengopterus pani |
|  |                        |
|  | Caelidracones          |
|  |                        |

|  | Pterorhynchus wellnhoferi |
|  |                           |
|  | Wukongopteridae           |
|  |                           |

|  | Changchengopterus pani |
|  |                        |
|  | Caelidracones          |
|  |                        |

|  | Pterorhynchus wellnhoferi |
|  |                           |
|  | Wukongopteridae           |
|  |                           |

|  | Changchengopterus pani |
|  |                        |
|  | Caelidracones          |
|  |                        |

|  | Pterorhynchus wellnhoferi |
|  |                           |
|  | Wukongopteridae           |
|  |                           |

|  | Changchengopterus pani |
|  |                        |
|  | Caelidracones          |
|  |                        |

|  | Scaphognathus crassirostris |
|  |                             |
|  | Rhamphorhynchinae           |
|  |                             |

|  | Pterorhynchus wellnhoferi |
|  |                           |
|  | Wukongopteridae           |
|  |                           |

|  | Changchengopterus pani |
|  |                        |
|  | Caelidracones          |
|  |                        |

|  | Pterorhynchus wellnhoferi |
|  |                           |
|  | Wukongopteridae           |
|  |                           |

|  | Changchengopterus pani |
|  |                        |
|  | Caelidracones          |
|  |                        |

|  | Pterorhynchus wellnhoferi |
|  |                           |
|  | Wukongopteridae           |
|  |                           |

|  | Changchengopterus pani |
|  |                        |
|  | Caelidracones          |
|  |                        |

|  | Pterorhynchus wellnhoferi |
|  |                           |
|  | Wukongopteridae           |
|  |                           |

|  | Changchengopterus pani |
|  |                        |
|  | Caelidracones          |
|  |                        |

|  | Campylognathoides liasicus |
|  |                            |
|  | Campylognathoides zitteli  |
|  |                            |

|  | Scaphognathus crassirostris |
|  |                             |
|  | Rhamphorhynchinae           |
|  |                             |

|  | Pterorhynchus wellnhoferi |
|  |                           |
|  | Wukongopteridae           |
|  |                           |

|  | Changchengopterus pani |
|  |                        |
|  | Caelidracones          |
|  |                        |

|  | Pterorhynchus wellnhoferi |
|  |                           |
|  | Wukongopteridae           |
|  |                           |

|  | Changchengopterus pani |
|  |                        |
|  | Caelidracones          |
|  |                        |

|  | Pterorhynchus wellnhoferi |
|  |                           |
|  | Wukongopteridae           |
|  |                           |

|  | Changchengopterus pani |
|  |                        |
|  | Caelidracones          |
|  |                        |

|  | Pterorhynchus wellnhoferi |
|  |                           |
|  | Wukongopteridae           |
|  |                           |

|  | Changchengopterus pani |
|  |                        |
|  | Caelidracones          |
|  |                        |

|  | Scaphognathus crassirostris |
|  |                             |
|  | Rhamphorhynchinae           |
|  |                             |

|  | Pterorhynchus wellnhoferi |
|  |                           |
|  | Wukongopteridae           |
|  |                           |

|  | Changchengopterus pani |
|  |                        |
|  | Caelidracones          |
|  |                        |

|  | Pterorhynchus wellnhoferi |
|  |                           |
|  | Wukongopteridae           |
|  |                           |

|  | Changchengopterus pani |
|  |                        |
|  | Caelidracones          |
|  |                        |

|  | Pterorhynchus wellnhoferi |
|  |                           |
|  | Wukongopteridae           |
|  |                           |

|  | Changchengopterus pani |
|  |                        |
|  | Caelidracones          |
|  |                        |

|  | Pterorhynchus wellnhoferi |
|  |                           |
|  | Wukongopteridae           |
|  |                           |

|  | Changchengopterus pani |
|  |                        |
|  | Caelidracones          |
|  |                        |